# Sultanato de Aussa
O Sultanato de Aussa (grafia alternativa: Awsa, também conhecido como Sultanato Afar) foi um reino que existiu na região de Afar, na Etiópia Oriental durante o séculos 18 e 19. Considera-se a principal monarquia dos afares.
O Sultanato foi incorporado pela África Oriental Italiana em 1936 e parte dela pela Etiópia em 1945. Embora o Sultanato Afar tenha continuado sob o domínio etíope, a região Afar continuou a gozar de uma autonomia considerável dentro da Etiópia durante a década de 1950 a 1970.

## História

### Imameato de Aussa
A sociedade Afar tem sido tradicionalmente dividida em pequenos reinos, cada uma governada por seu próprio Sultão.
O Imameato de Aussa que foi esculpida do Sultanato de Harar e o Sultanato de Adal em 1577 quando Muhammed Jasa mudou sua capital de Harar para Aussa (Asaita), com a divisão do Sultanato de Adal em Aussa e o Sultanato de Harar.
Em 1647, os governantes do emirado de Harar se separou para formar a sua própria política, o Imameato de Aussa que mais tarde destruída pela Dinastia Mudaito dos afares locais em 1672. Após a morte do Imã Aussa, os afares Mudaito fundaram seu próprio reino, o Sultanato de Aussa. Em algum momento depois de 1672, Aussa declinou em conjunto com a ascensão do Imã Umar Din bin Adam ao trono.

### Sultanato
Em 1734, o líder afar Quedafu, chefe do clã Mudaito, tomou o poder e estabeleceu a dinastia Mudaito. Isto marcou o começo de uma política nova e mais sofisticada que duraria o período colonial. O símbolo principal do sultão era um bastão de prata, que foi escolhido porque teria propriedades mágicas. A influência do sultanato estendeu-se nas terras baixas de Denkel, hoje parte da Eritreia.
Depois de 15 anos de governo, o filho de Kedafu, Muhammäd Kedafu, sucedeu-o como sultão. Muhammäd Kedafu três décadas mais tarde legou o trono a seu próprio filho, Ijdahis, que por sua vez reinaria por mais vinte e dois anos. De acordo com Richard Pankhurst, estes períodos relativamente longos pelos padrões modernos apontaram para um certo grau de estabilidade política dentro do estado.
O sultão Muhammad ibn Hanfadhe derrotou e matou Werner Munzinger em 1875, que estava conduzindo um exército egípcio para a Etiópia.

### Período Colonial
Em 1865, a Itália recém-unificada comprou Asseb de um sultão local (que se tornou a colônia da Eritreia em 1890), e levou o Sultão Mahammad a assinar vários tratados com esse país. Em conseqüência, o imperador etíope Menelik II estacionou um exército perto de Aussa para "certificar-se de que o sultão de Aussa não honraria sua promessa da cooperação total com a Itália" durante a Primeira Guerra Ítalo-Etíope.
Durante a Segunda Guerra Ítalo-Etíope, o sultão Mahammad Yayyo (filho de Mohammed Hanfade illalta) concordou em cooperar com os invasores italianos. Como resultado, em 1943, o governo etíope reinstalado enviou uma expedição militar que capturou o sultão Muhammad Yayo e fez um de seus parentes Sultão.

### Dentro da Etiópia moderna
Em 1975, o sultão Alimirah Hanfere foi exilado para a Arábia Saudita, mas retornou após a queda do regime Derg em 1991.
O Sultão Alimirah entrou frequentemente no conflito com o governo central sobre seu usurpador na autoridade do Sultanato. Aussa, que tinha sido mais ou menos auto-governada até a ascensão do Sultão em 1944, tinha sido muito enfraquecida no poder pelas forças centralizadoras do governo de Haile Selassie. Em 1950, ele se retirou de Asaita por dois anos em oposição, retornando apenas dois depois de seguir a mediação de Fitawrari Yayyo. O sultão procurou unir o povo Afar sob um sultanato autônomo, enquanto permanecendo parte da Etiópia, assim eles foram divididos entre as províncias de Hararghe, Shewa, Tigray e Wollo.
Em 1961, quando ficou claro que o arranjo federal eritreu se dirigia para o seu fim, 55 chefes Afares na Eritreia se reuniram e endossaram a ideia de uma autonomia Afro etíope. Na sequência da dissolução do governo federal da Eritreia e da sua transformação numa província administrada centralmente, os dirigentes de Afar voltaram a reunir-se em Assab em 1963 e apoiaram a criação de uma região autônoma.
Em 1964 os líderes de Afar foram a Adis Abeba apresentar Haile Selassie com sua proposta, mas o esforço veio acima de mãos vazias. Apesar dessas invasões e conflitos, o Sultão permaneceu fundamentalmente leal ao Imperador e à Etiópia, por sua vez, enquanto não conseguia o sultanato autônomo que desejava, desfrutava de um nível apreciável de autonomia nas áreas do Sultanato, quase único entre os muitos pequenos reinos incorporados ao Estado etíope no final do século XIX. Por exemplo, enquanto o governo nomeava um governador para o Awrajja (distrito) de Aussa propriamente dito, o governador, ao invés de residir na capital de Asaita, residia em Bati, que estava fora do distrito inteiramente.
Após a morte de Alimirah Hanfere em 2011, seu filho Hanfare Alimirah foi nomeado seu sucessor como sultão.